# Joos Berry
Joos Berry (* 8. Mai 1990) ist ein Schweizer Freestyle-Skier. Er startet in der Disziplin Skicross.

## Werdegang
Joos Berry wohnt in Mels und ist Mitglied des Skiclub Grüsch-Danusa. Auf die Saison 2010/11 startete er erstmals im Skicross Europacup und belegte am Ende den 59. Platz. In der Saison 2015/16 war der 2. Platz hinter Ryan Regez seine beste Gesamtplatzierung im Europacup.
Im Freestyle-Weltcup debütierte er am 12. Dezember 2012 im Val Thorens und errang dabei den 47. Platz. Ihm gelang am 22. Dezember 2018 in Innichen überraschend der erste Weltcupsieg. Auf den Tag genau ein Jahr später wiederholte er diesen Sieg.
Im März 2019 sicherte er sich in Hoch-Ybrig zum ersten Mal den Titel als Schweizer Meister, nachdem er im Vorjahr den 2. Platz erreichte.
An der Freestyle-Skiing-Weltmeisterschaften 2019 in Park-City erreichte er den 23. Platz.
Mit einem 3. Platz beendete Joos Berry am 18. März 2023 seine internationale Skicross Karriere. Eine Woche später erreichte er an den Schweizer Meisterschaften den 2. Platz.

## Erfolge

### Weltmeisterschaften
- Park City 2019: 23. Skicross
- Bakuriani 2023: 14. Skicross

### Olympische Spiele
- Peking 2018: 15. Skicross

### Weltcupsiege
Berry errang im Weltcup bisher fünf Podestplätze, davon zwei Siege:
| Datum             | Ort      | Land    |
| ----------------- | -------- | ------- |
| 22. Dezember 2018 | Innichen | Italien |
| 22. Dezember 2019 | Innichen | Italien |

### Weltcupwertungen
| Saison  | Gesamt | Gesamt | Skicross | Skicross |
| Saison  | Platz  | Punkte | Platz    | Punkte   |
| ------- | ------ | ------ | -------- | -------- |
| 2017/18 | 122.   | 10,80  | 27.      | 108      |
| 2018/19 | 66.    | 20,27  | 15.      | 223      |
| 2019/20 | 46.    | 25,36  | 7.       | 279      |
| 2020/21 |        |        | 12.      | 250      |
| 2021/22 |        |        | 14.      | 245      |
| 2022/23 |        |        | 13.      | 261      |

### Europacup
Joos Berry errang im Europacup 8 Podestplätze, davon 1 Sieg.
- 2012/13 9. Platz Gesamtwertung
- 2014/15 7. Platz Gesamtwertung
- 2015/16 2. Platz Gesamtwertung

### Schweizer Meisterschaft
- 2014 2. Platz
- 2018 2. Platz
- 2019 1. Platz
- 2020 2. Platz
- 2021 4. Platz
- 2022 1. Platz
- 2023 2. Platz